# Куркулион
«Куркулион» (лат. Curculio) — комедия-паллиата римского драматурга Тита Макция Плавта, написанная и поставленная предположительно в 194 или 193 году до н. э.
Греческий первоисточник пьесы неизвестен. Точная дата постановки не сообщается в сохранившихся источниках, но антиковеды полагают, что это было время после Второй Пунической войны, предположительно 194 или 193 год до н. э. Действие комедии происходит в греческом городе Эпидавр (Арголида), её заглавный герой — парасит, который своими хитростями спасает любовь юноши по имени Федром и рабыни Планесии.
«Куркулион» занимает особое место в творчестве Плавта благодаря особенно полному и яркому изображению римских реалий при сохранении формально греческого контекста, а также из-за элементов пародии на эллинистическую поэзию.